# اودژکونگ
اودژکونگ (به لهستانی:  Odrzykoń) یک روستا در لهستان است که در گمینا وویاشووکا واقع شده‌است. اودژکونگ ۲٬۹۰۰ نفر جمعیت دارد.

## نگارخانه

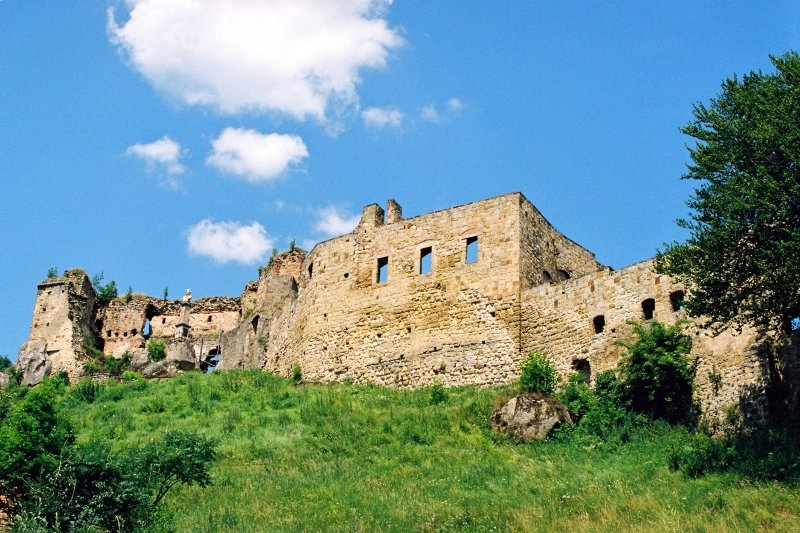
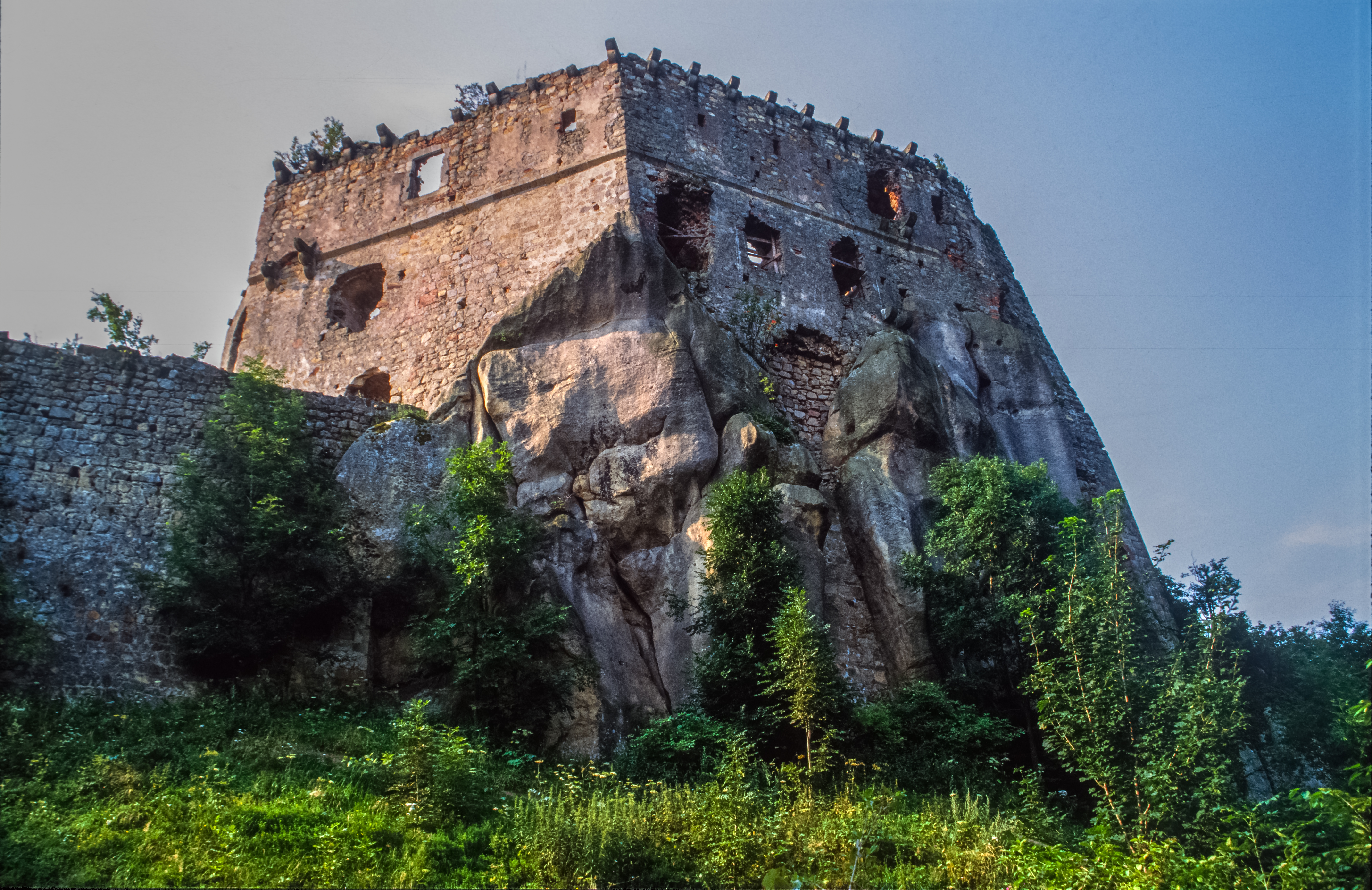
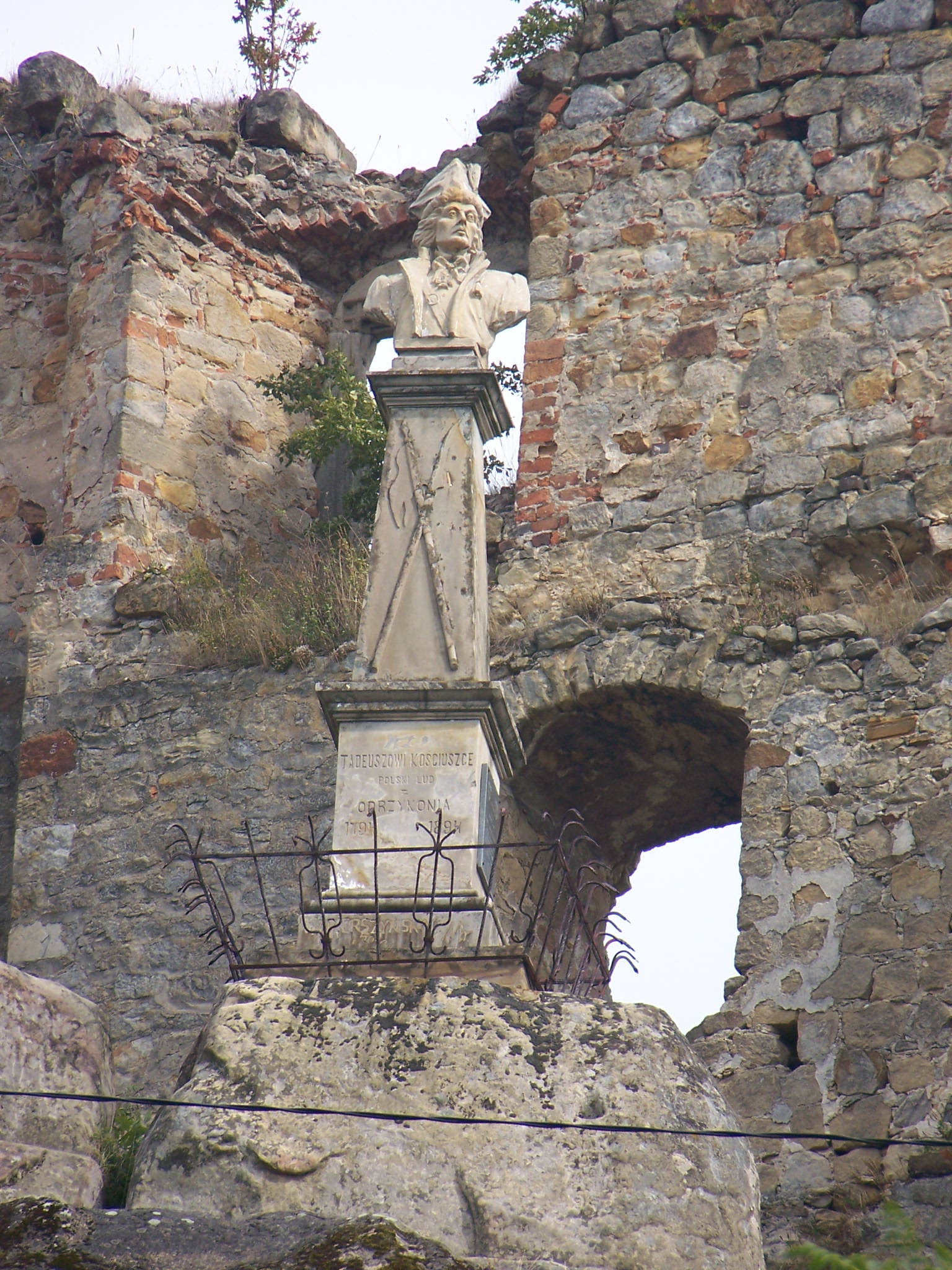